# Drzewołaz trójpaskowy
Drzewołaz trójpaskowy (Ameerega trivittata) – gatunek płaza bezogonowego z podrodziny Colostethinae w rodzinie drzewołazowatych (Dendrobatidae).

## Zasięg występowania
Ameryka Południowa – dorzecze Amazonki, także północno-wschodnia Wenezuela, Gujana i Surinam.

## Budowa ciała
Osiąga kilka cm długości. W skórze występują liczne gruczoły jadowe, których jad jest wykorzystywany przez Indian do zatruwania strzał.
Ubarwienie grzbietu czarne z metalicznym połyskiem oraz dwoma lub trzema szerokimi podłużnymi, zielonymi bądź żółtymi pasami łączącymi się w jedną plamę na przodzie głowy. Pasy występują również na grzbietowej powierzchni kończyn.

## Biologia i ekologia
Żyje w wilgotnych lasach równikowych, przebywając na pędach rozmaitych roślin.
Żywi się owadami.
Samiec opiekuje się kijankami, nosząc je na grzbiecie.